# Mikołaj Łopuski
Mikołaj Łopuski (ur. 24 grudnia 1985) – polski hokeista, reprezentant Polski. Trener hokejowy.

## Kariera zawodnicza
- SMS II Sosnowiec (2002-2004)
- HC Ytong Brno U20 (2004-2005)
- HC Slovan Usti nad Labem (2005-2006)
- MHK Rużomberk (2006)
- MHk 32 Liptovský Mikuláš (2006-2008)
- Stoczniowiec Gdańsk (2008-2009)
- Cracovia (2009-2011)
- Unia Oświęcim (2011-2012)
- GKS Tychy (2012-2013)
- 1928 KTH Krynica (2013)
- GKS Tychy (2013-2016)
- Milton Keynes Lightning (2016-2017)
- GKS Katowice (2017-2020)

Wychowanek Stoczniowca Gdańsk. Absolwent NLO SMS PZHL Sosnowiec z 2004. W latach 2011–2012 zawodnik Unii Oświęcim. Od maja 2012 związany z GKS Tychy. Od 2013 zawodnik drużyny 1928 KTH Krynica. Po ośmiu meczach w barwach tej drużyny w sezonie Polska Hokej Liga (2013/2014) rozwiązał kontrakt i zdecydował się powrócić do Tychów. Od czerwca 2016 zawodnik angielskiego klubu Milton Keynes Lightning, związany dwuletnim kontraktem. Od maja 2017 zawodnik GKS Katowice. Z przerwami spowodowanymi leczeniem kontuzji występował w barwach tej drużyny do końca 2020, a na początku stycznia 2021 ogłoszono zakończenie jego kariery zawodniczej. W trakcie kariery zyskał pseudonim Miki.

## Kariera trenerska
W połowie 2024 jako asystent trenera zaangażowany do sztabu trenerskiego Artura Ślusarczyka w reprezentacji Polski do lat 20. 21 stycznia 2025 ogłoszony asystentem trenera drużyny HK Zagłębie Sosnowiec.

## Sukcesy
Reprezentacyjne
- Awans do mistrzostw świata do lat 18 Dywizji I: 2002
- Awans do mistrzostw świata do lat 20 Dywizji I Grupy A: 2004
- Awans do mistrzostw świata Dywizji I Grupy A: 2014

Klubowe
- Złoty medal mistrzostw Polski: 2011 z Cracovią
- Brązowy medal mistrzostw Polski: 2012 z Unią Oświęcim, 2013 z GKS Tychy, 2019, 2020[15] z GKS Katowice
- Srebrny medal mistrzostw Polski: 2014, 2016 z GKS Tychy, 2018 z Tauron KH GKS Katowice
- Superpuchar Polski: 2015 z GKS Tychy
- Trzecie miejsce w Superfinale Pucharu Kontynentalnego: 2016 z GKS Tychy
- Mistrzostwo play-off EPIHL: 2017 z Milton Keynes Lightning
- English Premier Cup: 2017 z Milton Keynes Lightning

Indywidualne
- Mistrzostwa Świata Juniorów w Hokeju na Lodzie 2004/II Dywizja#Grupa A:
  - Szóste miejsce w klasyfikacji +/- turnieju: +15[16]
- Mistrzostwa Świata Juniorów w Hokeju na Lodzie 2005/I Dywizja#Grupa B:
  - Trzecie miejsce w klasyfikacji strzelców turnieju: 5 goli[17]
  - Czwarte miejsce w klasyfikacji kanadyjskiej turnieju: 8 punktów[18]
  - Szóste miejsce w klasyfikacji +/- turnieju: +7[19]
- Mistrzostwa Świata w Hokeju na Lodzie 2009/I Dywizja:
  - Pierwsze miejsce w klasyfikacji strzelców turnieju: 5 goli
  - Skład gwiazd turnieju
- Polska Liga Hokejowa (2011/2012):
  - Drugie miejsce w klasyfikacji strzelców w sezonie zasadniczym: 28 goli
  - Pierwsze miejsce w klasyfikacji zwycięskich goli w sezonie zasadniczym: 7 goli
- Polska Liga Hokejowa (2012/2013):
  - Pierwsze miejsce w klasyfikacji strzelców w sezonie zasadniczym: 28 goli
- Polska Hokej Liga (2013/2014):
  - Trzecie miejsce w klasyfikacji strzelców w sezonie zasadniczym: 32 gole
  - Piąte miejsce w klasyfikacji asystentów w sezonie zasadniczym: 62 punkty
- Puchar Kontynentalny 2018/2019#Superfinał:
  - Pierwsze miejsce w klasyfikacji strzelców turnieju: 3 gole (ex aequo)[20]
  - Czwarte miejsce w klasyfikacji kanadyjskiej turnieju: 4 punkty[21]
  - Pierwsze miejsce w klasyfikacji +/- turnieju: +4[22]

Wyróżnienia
- Najlepszy polski zawodnik sezonu w głosowaniu kibiców w plebiscycie „Hokejowe Orły”: 2012[23], 2014[24]